# Nazionale di bob della Gran Bretagna
La nazionale di bob della Gran Bretagna è la selezione che rappresenta la Gran Bretagna nelle competizioni internazionali di bob. 
La squadra ha preso parte a 21 edizioni su 23 dei Giochi olimpici invernali, vincendo cinque medaglie.
I bobbisti dell'Irlanda del Nord possono scegliere se gareggiare con questa squadra oppure con la Nazionale di bob dell'Irlanda.

## Storia

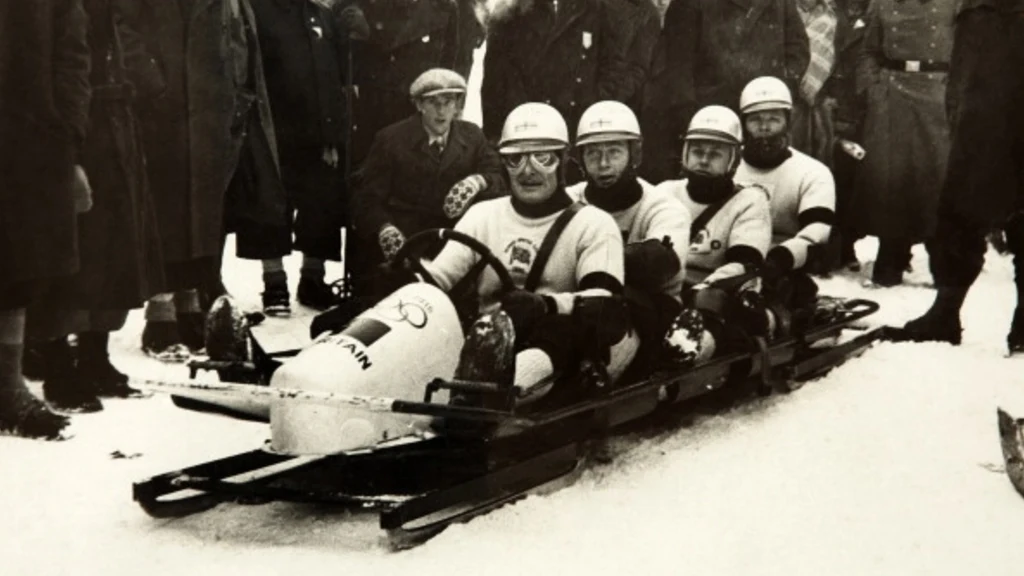
Il bob britannico vincitore del bronzo olimpico a.

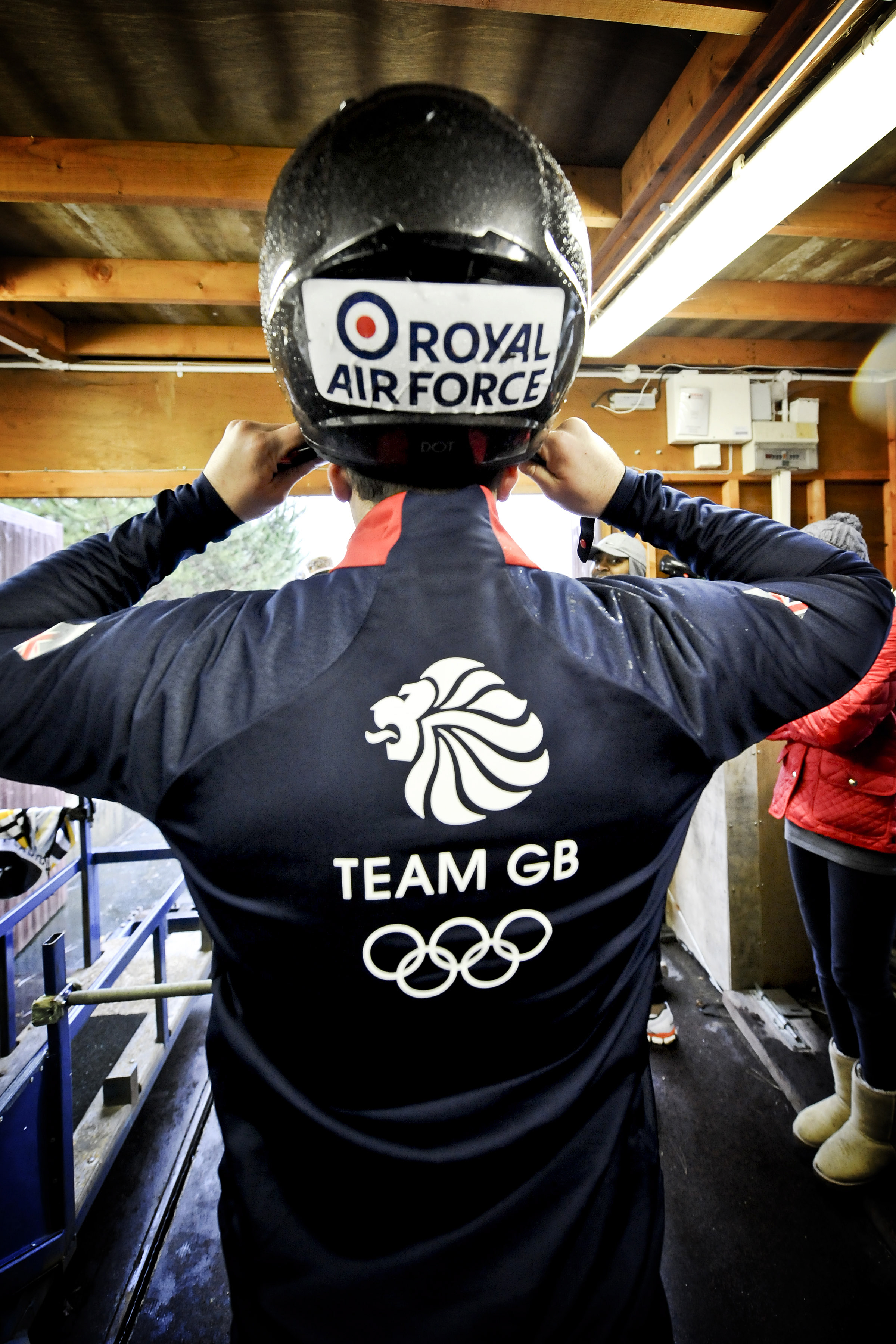
Un bobbista britannico in allenamento a Soči nel 2014.

L'invenzione del bob è attribuita a un gruppo di inglesi in vacanza a St. Moritz, in Svizzera alla fine del XIX secolo, mentre ci sono anche immagini dei primi anni 1880 di ragazzi della Harrow School che sfrecciano lungo pendii innevati su slittini legati insieme. Nel 1927 venne fondato a New York il British Bobsleigh quale organo di governo dello sport.
La squadra britannica vinse la medaglia d'argento già alla prima edizione dei Giochi olimpici di Chamonix-Mont-Blanc 1924 con i bobbisti Ralph Broome, Thomas Arnold, Alexander Richardson e Rodney Soher. Ai Giochi di Garmisch-Partenkirchen 1936 il bob a quattro di Frederick McEvoy, James Cardno, Guy Dugdale e Charles Green vinse la medaglia di bronzo.
La Gran Bretagna vinse l'oro del bob a due alle Olimpiadi di Innsbruck 1964 con Tony Nash e Robin Dixon.
La Gran Bretagna può affermare di aver aperto la strada allo sviluppo del moderno bob, prodotto da un piccolo gruppo di giovani ingegneri a Leeds prima delle Olimpiadi invernali del 1980: era molto diverso dalle originali slitte di legno usate agli albori di questo sport e aveva molte caratteristiche nuove, una delle quali era quella di essere ispirata alla fusoliera del Concorde.
Ai Giochi di Nagano 1998 Sean Olsson, Dean Ward, Courtney Rumbolt e Paul Attwood visero la seconda medaglia di bronzo per la Gran Bretagna.
Nel 2019 venne assegnata retroattivamente una medaglia di bronzo ai bobbisti del duo John Jackson e Bruce Tasker, dopo che gli equipaggi di dei bob russi giunti sul podio alle Olimpiadi di Soči 2014 furono squalificati per doping.
Mica McNeill e Jazmin Sawyers hanno vinto l'argento olimpico giovanile a Innsbruck nel 2012 e Kelsea Purchall ha vinto il bronzo olimpico giovanile quattro anni dopo a Lillehammer.

## Partecipazione ai giochi olimpici invernali

### Bob a quattro uomini
| Anno | Città                | classifica | Composizione |
| ---- | -------------------- | ---------- | --- |
| 1924 | Chamonix             | 2°         | Ralph Broome, Thomas Arnold, Alexander Richardson, Rodney Soher                                                                                |
| 1928 | St. Moritz           | 9° 10°     | Henry Martineau, Walter Birch, John Dalrymple, John Gee, Edward Hall George Pim, Guy Tracey, David Griffith, Frederick Browning, Thomas Warner |
| 1936 | Garmish-Partenkirken | 3°         | James Cardno, Frederick McEvoy, Guy Dugdale, Charles Green                                                                                     |
| 1948 | St. Moritz           | 7° 15°     | William Coles, William McLean, Raymond Collings, George Holliday Richard Jeffrey, Edgar Meddings, George Powell-Sheddon, James Iremonger       |
| 1956 | Cortina d'Ampezzo    | 12° 17°    | Keith Schellenberg, Rollo Brandt, Ralph Raffles, John Rainforth Stuart Parkinson, John Read, Christopher Williams, Rodney Mann                 |
| 1964 | Innsbruck            | 12° 13°    | Anthony James Nash, Guy Renwick, David Lewis, Robert Thomas Dixon Bill McCowen, Robin Widdows, Robin Seel, Andrew Hedges                       |
| 1968 | Grenoble             | 8° 14°     | Anthony James Nash, Guy Renwick, Robin Widdows, Robert Thomas Dixon John Blockey, John Brown, Tim Thorn, Mike Freeman                          |
| 1972 | Sapporo              | 15° 16°    | John Hammond, Jackie Price, Alan Jones, Peter Clifford John Evelyn, Mike Freeman, Gomer Lloyd, Bill Sweet                                      |
| 1976 | Innsbruck            | 13° 20°    | Jackie Price, Colin Campbell, Bill Sweet, Gomer Lloyd Mark Agar, Anthony Norton, Graham Sweet, Andrew Ogilvy-Wedderburn                        |
| 1980 | Lake Placid          | 9° 15°     | Jonnie Woodall, Tony Wallington, Corrie Brown, John Howell Jackie Price, Gomer Lloyd, Andrew Ogilvy-Wedderburn, Nick Phipps                    |
| 1984 | Sarajevo             | 15° 20°    | Gomer Lloyd, Howard Smith, Gus McKenzie, Peter Brugnani Mike Pugh, Tony Wallington, Corrie Brown, Mark Tout                                    |
| 1988 | Calgary              | 12° 17°    | Mark Tout, David Armstrong, Lenny Paul, Audley Richards Tom De La Hunty, Colin Rattigan, George Robertson, Alec Leonce                         |
| 1992 | Albertville          | 7° 13°     | Mark Tout, George Farrell, Paul Field, Lenny Paul Nick Phipps, Edd Horler, Colin Rattigan, David Armstrong                                     |
| 1994 | Lillehammer          | 5° 8°      | Mark Tout, George Farrell, Jason Wing, Lenny Paul Sean Olsson, John Herbert, Dean Ward, Paul Field                                             |
| 1998 | Nagano               | 3°         | Sean Olsson, Dean Ward, Courtney Rumbolt, Paul Attwood                                                                                         |
| 2002 | Salt Lake City       | 11° 14°    | Neil Scarisbrick, Scott Rider, Philip Goedluck, Dean Ward Lee Johnston, Phil Harries, Dave McCalla, Paul Attwood                               |
| 2006 | Torino               | 17°        | Lee Johnston, Martin Wright, Karl Johnston Dan Humphries                                                                                       |
| 2010 | Vancouver            | 17°        | John James Jackson, Allyn Condon, Dan Money, Henry Odili Nwume                                                                                 |
| 2014 | Soči                 | 3° 17°     | John James Jackson, Bruce Tasker, Stuart Benson, Joel Fearon Lamin Deen, Andrew Matthews, John Baines, Ben Simons                              |
| 2018 | Pyeongchang          | 17° 18°    | Brad Hall, Nick Gleeson, Joel Fearon, Gregory Cackett Lamin Deen, Ben Simons, Toby Olubi, Andrew Matthews                                      |
| 2022 | Pechino              | 6°         | Brad Hall, Taylor Lawrence, Nick Gleeson, Greg Cackett                                                                                         |

### Bob a due uomini
| Anno  | Città                | classifica | Composizione                                                                |
| ----- | -------------------- | ---------- | --------------------------------------------------------------------------- |
| 1936  | Garmish-Partenkirken | 4°         | Frederick McEvoy, James Cardno                                              |
| 1948  | St. Moritz           | 5° DNF     | William Coles, Raymond Collings Anthony Gadd, Basil Wellicome               |
| 1956  | Corrina d'Ampezzo    | 10° 11°    | Stuart Parkinson, Christopher Williams Clifford Schellenberg John Rainforth |
| 1964  | Innsbruck            | 1° 16°     | Anthony James Nash, Robert Thomas Dixon Bill McCowen, Andrew Hedges         |
| 1968° | Grenoble             | 5° 15°     | Anthony James Nash, Robert Thomas Dixon John Blockey, Mike Freeman          |
| 1972  | Sapporo              | 17° 20°    | John Hammond, Bill Sweet John Evelyn, Peter Clifford                        |
| 1976  | Innsbruck            | 20° 21°    | Jackie Price, Gomer Lloyd Mark Agar, Bill Sweet                             |
| 1980  | Lake Placid          | 10° 17°    | Jonnie Woodall, John Howell Roger Potter, Mike Pugh                         |
| 1984  | Sarajevo             | 10° 21°    | Gomer Lloyd, Peter Brugnani Tom De La Hunty, Peter Lund                     |
| 1988  | Calgary              | 12° 18°    | Tom De La Hunty, Alec Leonce Mark Tout, David Armstrong                     |
| 1992  | Albertville          | 6° 13°     | Mark Tout, Lenny Paul Nick Phipps, George Farrell                           |
| 1994  | Lillehammer          | 6° 10°     | Mark Tout, Lenny Paul Sean Olsson, Paul Field                               |
| 1998  | Nagano               | 15° 20°    | Sean Olsson, Lenny Paul Lee Johnston, Eric Sekwalor                         |
| 2002  | Salt Lake City       | 10° 22°    | Lee Johnston, Marcus Adam Neil Scarisbrick, Colin Bryce                     |
| 2006  | Torino               | 15°        | Lee Johnston, Dan Humphries                                                 |
| 2010  | Vancouver            | DSQ        | John James Jackson, Dan Money                                               |
| 2014  | Soči                 | 21°        | Lamin Deen, John Baines                                                     |
| 2018  | Pyeongchang          | 12°        | Brad Hall, Joel Fearon                                                      |
| 2022  | Pechino              | 11°        | Brad Hall, Nick Gleeson                                                     |

### Bob a due donne
| Anno | Città          | classifica | Composizione                                                 |
| ---- | -------------- | ---------- | ------------------------------------------------------------ |
| 2002 | Salt Lake City | 11° 12°    | Michelle Coy, Jackie Davies Cheryl Done, Nicola Minichiello  |
| 2006 | Torino         | 9°         | Nicola Minichiello, Jackie Davies                            |
| 2010 | Vancouver      | 11° DSF    | Paula Walker, Kelly Thomas Nicola Minichiello, Gillian Cooke |
| 2014 | Soči           | 12°        | Paula Walker, Rebekah Wilson                                 |
| 2018 | Pyeongchang    | 8°         | Mica McNeill, Mica Moore                                     |
| 2020 | Pechino        | 17°        | Mica McNeill, Katharina Wick                                 |